# Aleksander Dziecię
Aleksander Dziecię, rum. Alexandru Coconul (zm. 1632) – hospodar wołoski 1623–1627, hospodar mołdawski 1629–1630 z dynastii Basarabów.

## Życiorys
Był synem Radu Mihnei, hospodara wołoskiego i mołdawskiego, w 1623 formalnie osadzonym przez Imperium Osmańskie na tronie wołoskim. Faktyczne rządy w tym okresie na Wołoszczyźnie sprawował jego ojciec. W okresie jego panowania na Wołoszczyźnie wybuchły bunty wolnych chłopów oraz mieszkańców miasta, broniących odbieranych im przywilejów, zostały one jednak stłumione. W 1629 Turcy osadzili go na krótko na hospodarskim tronie Mołdawii. Zmarł w Stambule.